# Lidzava
Lidzava (Georgisch: ლიძავა) of ook wel Ldzaa (Abchazisch: Лӡаа; Georgisch: ლიძაა, Lidzaa; Russisch: Лдзаа) is een dorp in de Georgische autonome en feitelijk afgescheiden republiek Abchazië, gelegen in het district Gagra. Het dorp ligt drie kilometer ten noordoosten van Pitsoenda, aan de Zwarte Zee en aan de rand van het Bitsjvinta-Mioeseri natuurreservaat, een van de beschermde gebieden in Georgië.

## Toponiem
Het toponiem Lidzava (Ldzaa in het Abchazisch) zou afkomstig zijn van de oude Abchazische familienaam Ldzaa (Abchazisch: Лӡаа).

## Geschiedenis
Op de plek van Lidzava was al minimaal in de bronstijd menselijke activiteit. Er zijn eind jaren 1980 archeologische vondsten gedaan van bronzen bijlen uit de 15e-14e eeuw voor Christus, bekend als de Bitsjvinti-schat. De vondst bevatte twee soorten Colchische bijlen, evenals een vroeg type bronzen bijl, die wordt beschouwd als het prototype van de Colchische bijl. Daarnaast werden er koperen munten uit Trabzon gevonden uit het begin van de jaartelling. Tevens werden er ruïnes ontdekt van een vroeg-christelijke kerk en werden er verschillende artefacten gevonden in en rond de kerk.
In de moderne tijd heette de nederzetting tot 1952 Adzjra (Georgisch: აჯრა), het Abchazische woord voor "eikenboom". In 1952 werd de naam veranderd in Ldzaani (ლძაანი) om in 1955 omgezet te worden naar Lidzava. Door de nabijheid van kuuroord en badplaats Pitsoenda wordt Lidzava met de gastenverblijven en het strand vaak tot Pitsoenda gerekend.

### Georgisch-Abchazisch conflict
Na de val op 2 oktober 1992 van de stad Gagra, tijdens de Georgisch-Abchazische burgeroorlog, richtte het Abchazische geweld zich tegen de Georgiërs in de dorpen tussen Gagra en Leselidze. In de periode tot september 1993 werden in Lidzava 26 inwoners om het leven omgebracht, door onder andere levende verbranding en andere vormen van ernstige marteling, verkrachting en verminking alvorens ze werden gedood.
In 1992 veranderden de Abchazische separatisten de naam van Lidzava in Ldzaa, naar de oorsprong van het toponiem. De Georgische autoriteiten bleven ook na 1992 de naam Lidzava gebruiken.

## Demografie
Volgens de Abchazische volkstelling van 2011 woonden er 1.930 mensen in de dorpsgemeenschap Lidzava, bestaande uit de dorpen Lidzava, Atsidzjkva en Rapitsa.
| Aantal | 2.171 | 2.198 | 1.930 |
| Verantwoording data: 1926-1989, volkstelling 2011. Noot: De Abchazische cijfers vanaf 1994 worden niet erkend door Georgië. |       |       |       |

### Etnische samenstelling
Volgens de Abchazische volkstelling in 2011 was 47,3% (913) Abchazisch, 36,6% (707) Armeens en 10,9% (210) Russisch. Er woonden enkele tientallen Georgiërs (2,4%), die in 1989 nog ruim een derde van de bevolking uitmaakten. In 1923 kende het dorp nog een Abchazische meerderheid van 63%.